# 로런 콘래드
로런 콘래드(Lauren Conrad, 1986년 2월 1일 ~ )는 미국의 배우, 패션 디자이너이다.

## 출연 작품
- 에픽 무비 (2007)
- 더 힐리스 (2006)
- 지미 키멜 라이브! (2003)
- 쇼킹 패밀리 (1999)